# Barbie: Vacation Adventure
Barbie: Vacation Adventure est un jeu vidéo de sport et d'aventure sorti en 1994 et fonctionne sur Mega Drive et Super Nintendo. Le jeu a été développé par Software Creations puis édité par Hi-Tech Expressions.

## Accueil
GamePro a testé la version Mega Drive et a estimé les graphismes et effets sonores en dessous de la moyenne. Néanmoins, la publication a trouvé le jeu fun et éducatif pour les joueurs les plus jeunes.